# Saint-Cernin (Cantal)
Saint-Cernin is een gemeente in het Franse departement Cantal (regio Auvergne-Rhône-Alpes). De plaats maakt deel uit van het arrondissement Aurillac. Saint-Cernin telde op 1 januari 2022 1.047 inwoners.

## Geografie
De oppervlakte van Saint-Cernin bedroeg op 1 januari 2022 46,75 vierkante kilometer; de bevolkingsdichtheid was toen 22,4 inwoners per km².
De onderstaande kaart toont de ligging van Saint-Cernin met de belangrijkste infrastructuur en aangrenzende gemeenten.

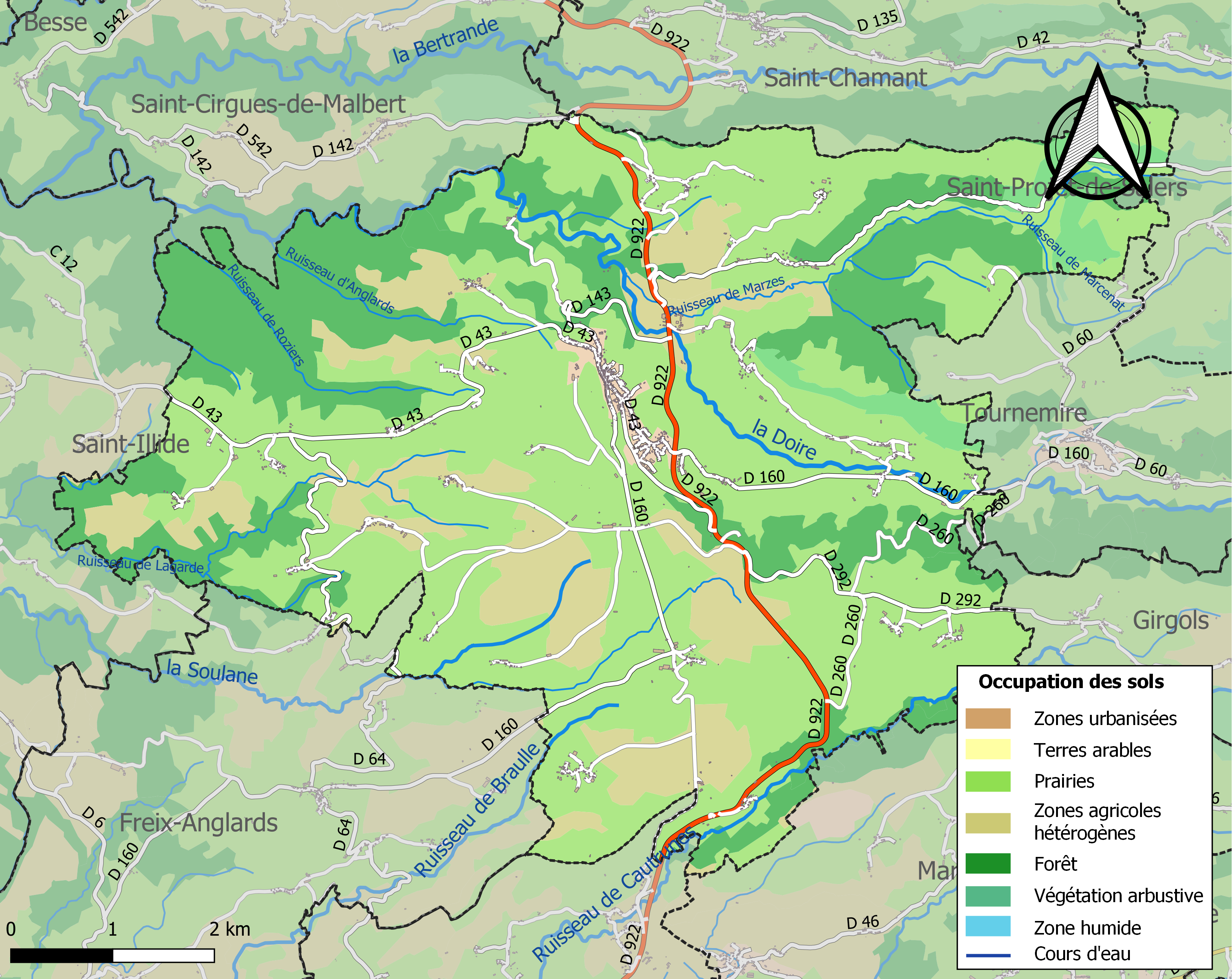

## Demografie
Onderstaande figuur toont het verloop van het inwonertal (bron: INSEE-tellingen).

Vanwege een beveiligingsprobleem met de MediaWiki Graph-software is het momenteel niet mogelijk deze grafiek weer te geven. Zodra de software is bijgewerkt zal de grafiek vanzelf weer zichtbaar worden.